# Bernd Rosemeyer

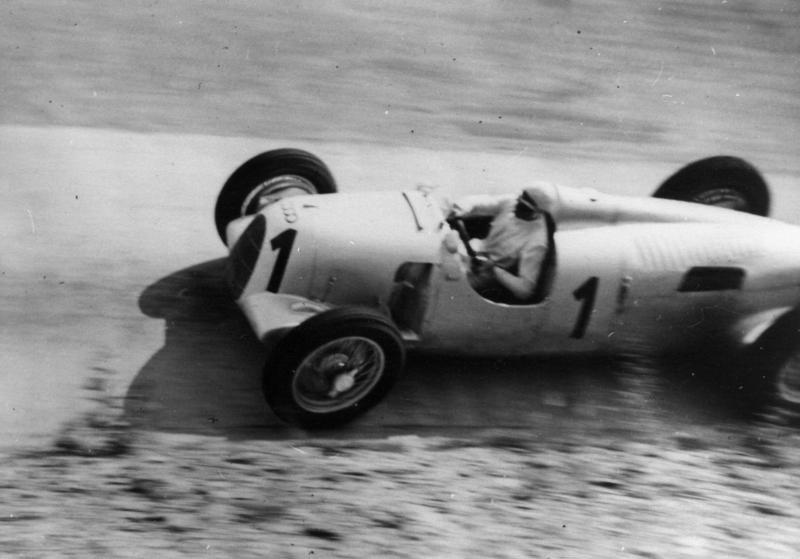
Bernd Rosemeyer på Nürburgring 1937.

Bernd Rosemeyer, född 14 oktober 1909 i Lingen, död 28 januari 1938, var en tysk racerförare.

## Biografi
Rosemeyer växte upp i Lingen i Emsland i en katolsk familj. Hans farbror Josef Rosemeyer deltog som cyklist vid OS 1896. Han fick sin utbildning i faderns verkstad. Rosemeyer  Han började som motorcykelförare på Zündapp, körde 1932–1933 för NSU och anställdes 1934 av Auto Union, för vilken han körde DKW. När han blev medlem av Auto Unions racingteam hade han knappt någon erfarenhet av bilkörning alls. Detta sägs ha underlättat för honom att lära sig bemästra den omvittnat svårkörda mittmotorbilen.
Rosemeyer vann sin första stora tävling, Tjeckoslovakiens Grand Prix 1935. 1936 blev Rosemeyers stora år. Han vann tre av de fyra ingående tävlingarna i Europamästerskapet för Grand Prix-förare och blev därmed europamästare. Den 13 juli samma år gifte han sig med den kvinnliga flygpionjären Elly Beinhorn.
Den 28 januari 1938 möttes konkurrenterna Mercedes-Benz och Auto Union med varsin specialbyggd rekordbil på en nybyggd motorväg mellan Frankfurt och Darmstadt, för att sätta hastighetsrekord på allmän väg. Mercedes-stallets stjärna Rudolf Caracciola slog nytt rekord på morgonen med 432,7 km/h, men när Rosemeyer gjorde sitt försök senare på dagen, gick hans bil av vägen i cirka 430 km/h och slog runt. Rosemeyer kastades ur bilen och omkom omedelbart.
Den nazi-tyska statsledningen försökte omvandla den folkkäre förarens begravning till ett propaganda-spektakel, men Rosemeyers änka gjorde sitt bästa för att undvika något sådant. När en nazistofficer ställde sig upp för att hålla ett tal vid sidan av graven vände hon sig om och lämnade begravningen.[källa behövs] Rosemeyer ligger begravd på Waldfriedhof Dahlem.